# Tarphius zerchei
Tarphius zerchei is een keversoort uit de familie somberkevers (Zopheridae). De wetenschappelijke naam van de soort werd in 1997 gepubliceerd door Gillerfors.